# Bandera de Sarawak

Bandera estatal de Sarawak (desde 1988)

La bandera del estado malayo de Sarawak está basada en la bandera del Reino de Sarawak del Rajá blanco, e incluye el amarillo de la realeza del Sudeste Asiático — la sección amarilla y la diagonal negra son similares a las que aparecen en la bandera de Brunéi, aunque el amarillo de Brunéi es de un tono más brillante.

## Historia

Primera bandera del Reino de Sarawak (1841-1848) mediante la cruz de San Jorge, después de que el territorio ha sido cedido por el Sultanato de Brunéi.

Segunda bandera utilizada a partir de (1848-1870).

Bandera del Reino de Sarawak (1870-1946) y el estado de Sarawak. (1963-1973)

Bandera de la Corona Colonial de Sarawak. (1946-1963)

James Brooke, quien fue el primer Rajá de Sarawak, utilizó originalmente la Cruz de San Jorge como bandera del estado. La decisión de Sarawak de tener su propia bandera fue tomada en 1845, pero no fue izada hasta el 21 de septiembre de 1848. La primera bandera de Sarawak estaba originalmente formada por una cruz, mitad azul y mitad roja, sobre amarillo, se piensa que estaba basada en el escudo de armas de Brooke. Hay una controversia sobre si la primera bandera estaba compuesta de púrpura y rojo, o azul y rojo.
El 7 de mayo de 1870, el color de la media cruz azul fue cambiado a negro por el segundo Rajá, Charles Brooke, y fue izado el 26 de septiembre, el cumpleaños del entonces Rajá Muda Charles Vyner Brooke. Se mantuvo como un escudo de armas en una insignia azul cuando Sarawak fue cedida a la Corona británica el 1o de julio de 1946. La versión de 1870 continuó usándose incluso después de la cesión, desplegada al lado de la bandera de la unión. Tras la formación de Malasia y la posterior independencia del Estado, la bandera se mantuvo en uso y sin cambios hasta 1973.
La Trisakti (nombre malayo que significa Tres colores) fue adoptada en el décimo aniversario de la independencia de Sarawak en 1973, e izada por primera vez por el entonces Jefe de Gobierno de Sarawak, Abdul Rahman Ya'kub quien también diseñó la bandera. Acompañando al nuevo diseño de la bandera están el nuevo himno estatal, “Sarawak Bahagia” (“Sarawak la Pacífica”) y el lema, “Hidup Selalu Berkhidmat” ("Vivir para servir siempre”). La bandera se parece a una bandera invertida de Checoslovaquia (más tarde bandera checa).
En 1988, la bandera fue sustituida de nuevo con la versión actual junto con otro nuevo himno estatal, “Ibu Pertiwiku” (“Mi Patria”) y el lema, “Bersatu, Berusaha, Berbakti” (“Unidos, Esforzándonos, Sirviendo”). El nuevo diseño fue aprobado en el 25 aniversario de la independencia de Sarawak dentro de la Federación de Malasia. Conserva el mismo esquema de color que tiene la bandera del antiguo reino, con dos cambios significativos: la cruz fue sustituida con dos barras diagonales y la corona fue sustituida con una estrella de nueve puntas que simboliza las nueve divisiones originales de Sarawak, con el fin de eliminar las referencias explícitas al sustituida y una monarquía soberana.

## Simbolismo

La bandera Trisakti. (1973-1988)

En la bandera Trisakti, el triángulo azul representa la unidad del pueblo de Sarawak, el rojo representa el coraje y la perseverancia, y el blanco representa la honestidad y la pureza.
- Datos: Q2100376
- Multimedia: Flags of Sarawak / Q2100376